# BR-499
De BR-499 is een federale weg in de deelstaat Minas Gerais in het zuidoosten van Brazilië. De weg is een verbindingsweg vanaf Santos Dumont naar de geboorteplek van vliegenier Alberto Santos-Dumont. In het oosten komt de BR-499 uit op de BR-040.
De weg heeft een lengte van 18,4 kilometer.